# Again (utwór Archive)
Again – singiel zespołu Archive z 2002 z płyty You All Look the Same to Me; najdłużej notowana piosenka w historii Listy przebojów Programu Trzeciego.
Utwór zadebiutował 1 listopada 2002 na 50. miejscu Listy przebojów Programu Trzeciego (LP3). Mimo nieprzebojowego i nieradiowego charakteru utrzymał się w zestawieniu przez 79 tygodni, 25 razy znajdując się wśród dziesięciu najlepszych utworów, a pięciokrotnie na 1. miejscu.
W 2004 piosenka po raz pierwszy znalazła się Topie wszech czasów Trójki. Notowana była w każdym kolejnym zestawieniu (w sumie 16 razy), w tym 13 razy w czołowej dziesiątce, dwukrotnie zaś na trzecim miejscu (2013, 2014).
Utwór sam w sobie jest wysoko oceniany przez recenzentów, jednocześnie jego bardzo wysoka pozycja w Topie wszech czasów Trójki oraz fakt, że jest jedynym utworem z XXI wieku w tym zestawieniu, świadczy o jego wysokiej niereprezentatywności i wsobności.
W 2020 została wydana nowa wersja utworu zapowiadająca płytę Versions.

## Skład
- Craig Walker – wokal
- Darius Keeler – instrumenty klawiszowe, programowanie instrumentów
- Danny Griffiths – instrumenty klawiszowe, programowanie instrumentów, sample, gitara basowa
- Steve Harris – gitara
- Mathieu Martin – perkusja

Źródło.

## Lista utworów
1. Again (Long Version) – 16:19
2. Again (Radio Edit) – 5:34
3. Sham (Inédit) – 5:03
4. You And Me (Inédit) – 4:04
5. Again (Remix Simon Raymonde) – 4:10